# Kfar Ahim
Kfar Ahim (en hébreu : כְּפַר אַחִים, littéralement Village des frères) est un moshav du centre-sud d'Israël. Situé près de Kiryat Malakhi, il relève de la juridiction du Conseil régional de Be'er Tuvia. En 2019, il comptait 877 habitants.

## Histoire
Le moshav a été fondé en 1949 par des immigrants juifs de Pologne et de Roumanie sur les terres du village palestinien dépeuplé de Qastina. Il a été nommé en l'honneur de deux frères tués pendant la guerre israélo-arabe de 1948, Zvi et Efraim Guber, fils de Mordechai et Rivka Guber du moshav voisin de Kfar Warburg.
Parmi les personnalités originaires de Kfar Ahim figurent Benny Gantz, chef d'état-major puis vice-premier ministre d'Israël, et le ministre Yisrael Katz.